# И̂
Cette page contient des caractères spéciaux ou non latins. S’ils s’affichent mal (▯, ?, etc.), consultez la page d’aide Unicode.
Le i accent circonflexe (capitale И̂, minuscule и̂) est une lettre de l’alphabet cyrillique utilisée en oudihé.

## Utilisations
La lettre cyrillique i accent circonflexe ‹ и̂ › a été utilisée dans l’orthographe ukrainienne maximovitchivka (uk) proposée par Mikhaïl Maximovitch en 1827.

## Représentation informatique
Le i accent circonflexe peut être représenté avec les caractères Unicode suivants (cyrillique, diacritiques) :
| formes    | représentations | chaînes de caractères | points de code | descriptions                                                 |
| --------- | --------------- | --------------------- | -------------- | ------------------------------------------------------------ |
| capitale  | И̂               | И◌̂                    | U+0418 U+0302  | lettre majuscule cyrillique i diacritique accent circonflexe |
| minuscule | и̂               | и◌̂                    | U+0438 U+0302  | lettre minuscule cyrillique i diacritique accent circonflexe |